# Штенгер, Василий Александрович
Василий Александрович Штенгер (31 июля (12 августа) 1861 — 28 марта 1933, Нёйи-сюр-Сен) — русский военно-морской деятель, последний в истории России полный флотский генерал.

## Биография
Евангелическо-лютеранского вероисповедания. В службе с 1879 года. Окончил Морское училище. Мичман (1882). Лейтенант (1891). Младший делопроизводитель Главного Морского штаба (1891—1899). Зачислен по Адмиралтейству штабс-капитаном с производством в капитаны (1897). Исполняющий должность старшего делопроизводителя (1899—1902). Подполковник (1902; за отличие). Помощник заведующего военно-морским учёным отделением Главного Морского штаба (1902—1904). Заведующий расп. уч. ч. военно-морского учёного отделения Главного морского штаба (1904—1906). Полковник (1906; за отличие).
Исполняющий должность чиновника для особых поручений IV класса при морском министре и исполняющий обязанности начальника канцелярии министра (1906—1911). Генерал для особых поручений при морском министре и исполняющий обязанности начальника канцелярии министра (1911). Генерал-майор (1911). Начальник канцелярии министра (1911). Генерал, состоящий для поручений при морском министре (1911—1912).
30 июля 1912 назначен состоящим при морском министре, а также членом правления Доброфлота от Морского министерства. 5 августа 1913 переведен во флот. Состоял во 2-м Балтийском флотском экипаже. 6 декабря 1915 произведен в генерал-лейтенанты. Приказом Временного правительства армии и флоту о чинах военных флота и морского ведомства от 6 октября 1917 уволен со службы по болезни с производством в полные генералы, с мундиром и пенсией.
В гражданскую войну состоял во ВСЮР; на 15 октября 1919 был помощником директора-распорядителя Добровольного Флота.
В эмиграции в Германии, член Союза взаимопомощи служивших в российском флоте в Берлине, затем во Франции, в 1932 году вышел из Кают-кампании в Париже в Морское Собрание.

## Награды
- Орден Святой Анны 3-й ст. (1895)
- Орден Святого Станислава 2-й ст. (1899)
- Орден Святого Владимира 4-й ст. (1904)
- Орден Святого Владимира 3-й ст. (6.12.1909)
- Орден Святого Станислава 1-й ст. (1914)
- Орден Святой Анны 1-й ст. (30.07.1915)

Медали и знаки:
- Серебряная медаль в память царствования императора Александра III (1896)
- Серебряная медаль «В память коронации Императора Николая II» (1897)
- Золотой знак об окончании полного курса наук Морского кадетского корпуса (1910)
- Нагр. знак памяти 200-летия общ. СПб лоцм. (1910)
- Светло-бронзовая медаль в память 300-летнего юбилея царствования дома Романовых (1913)
- Светло-бронзовая медаль в память 200-летнего юбилея Гангутской победы (1915)
- Светло-бронзовая медаль «За труды по отличному выполнению всеобщей мобилизации 1914» (1915)

Иностранные:
- Прусский орден Красного орла 4-й ст. (1897)
- Японский орден Священного сокровища 4-й ст. (1899)
- Кавалер ордена Почетного легиона (1902)
- Турецкий орден Меджидие 3-й ст. (1902)
- Прусский орден Короны 2-й ст. (1906)
- Офицер ордена Почетного легиона (1908)
- Командорский крест 1-го класса шведского ордена Меча (1908)
- Орден Короны Италии 2-й ст. со звездой (1910)
- Японский орден Восходящего солнца 3-й ст. (1911)

## Семья
Жена: Ольга Никитична Наумова (6.12.1863 — 6.05.1952)
В браке было четверо детей.
- Мария Вержбовская (05.01.1891 - 02.09.1964)
- Ольга Уласюк (10.02.1892  — 01.05.1986)
- Николай (15.11.1895 - 13.11.1918)
- Максимилиан (30.10.1900 — 15.01.1984), инженер-электромеханик. Участник младоросского движения. Был членом правления Общества ревнителей русской военной старины, в 1970-х годах — член ревизионной комиссии Морского собрания.